# Найман, Анатолий Генрихович
Анато́лий Ге́нрихович На́йман (23 апреля 1936, Ленинград — 21 января 2022, Москва) — российский поэт, переводчик, эссеист, прозаик, мемуарист; один из «ахматовских сирот».

## Биография
Родился 23 апреля 1936 года в Ленинграде в еврейской семье. Отец — инженер, убеждённый толстовец Ге́нрих Ко́пелевич На́йман (1902—1976), мать — врач А́ся Дави́довна На́йман (урождённая Авербух, 1909—1992). Во время Великой Отечественной войны находился с родителями и младшим братом Львом (род. 1940) в эвакуации в Свердловске.
Окончил 222-ю среднюю школу (бывшую Петришуле) в 1953 году и Ленинградский технологический институт в 1958 году, Высшие сценарные курсы в Москве. Принял православие, о чём в книге «Славный конец бесславных поколений» (1997) сказано следующее:
Еврею трудно креститься, невероятно трудно. Еврей может верить в Бога, как никто другой, он создан для веры, он её каталогизировал, расписал каждый её атом. И, как часть своего народа, от начала он жил и хочет жить ожиданием Мессии, это условие его веры.
Стихи писал с 1954 года. Как переводчик поэзии печатался с 1959 года. В конце 1950-х — начале 1960-х в Ленинграде опубликовал под псевдонимом несколько рассказов и стихотворений. Автор многочисленных переводов из средневековой французской и провансальской поэзии («Роман о Лисе», трубадуры, труверы и пр.).
В 1959 году познакомился с Анной Ахматовой. С 1963 года — её соавтор по переводам Джакомо Леопарди и литературный секретарь. Ахматова говорила, что «в его отношении к стихам есть что-то суровое и сдержанно-целомудренное». Книга Наймана «Рассказы о Анне Ахматовой» (1989) стала событием позднесоветского времени.
С 1969 года жил в Москве. В СССР до 1989 года печатались главным образом его переводы, однако в самиздате распространялись сборник стихов «Сентиментальный марш», а также поэмы («Стихи по частному поводу», «Сентябрьская поэма»). Найман никогда не был членом Союза писателей, в 1989 году стал членом французского Пен-клуба.
В 1970 году написал стихи к песням детского фильма «Удивительный мальчик» (ТО «Экран», реж. Александр Орлов), которые исполнила Алла Пугачёва.
В постсоветский период сосредоточился на автобиографической прозе, в которой много места уделено ленинградской поэтической культуре советского времени и друзьям молодости (включая Иосифа Бродского). В октябре 2011 года был удостоен Царскосельской художественной премии за книгу об Ахматовой и «преданность русской поэзии».
Во время выступления об Ахматовой на Ахматовско-Мандельштамовской конференции в ВШЭ 17 января 2022 года у Анатолия Наймана случился обширный инсульт. Он успел сказать всего несколько предложений. Ушёл из жизни в ночь на 21 января в реанимации одной из московских больниц. Отпевание Анатолия Наймана прошло 24 января в церкви Покрова в Красном селе. Похоронен на кладбище «Ракитки» рядом с сыном.

## Творчество
По оценке Вольфганга Казака, поэзия Наймана «отражает его духовные переживания и отношения между людьми, далека от публицистики и политики, носит повествовательный и описательный характер, иногда диалогична, подчас близка к прозе (со многими переносами, также из одной строфы в другую)», причём «внешние детали и события создают только фон для выражения внутренних переживаний: поисков защиты, уравновешенности, покоя и осознания этих возможностей в природе».
В 2006 году написал книгу «Роман с „Самоваром“» об истории русского культурного центра в США — нью-йоркском ресторане «Русский самовар», создателями которого наравне с бизнесменом Романом Капланом являются поэт Иосиф Бродский и танцор Михаил Барышников.

## Семья
- Первая жена — Эра Борисовна Коробова (р. 1930[10]), искусствовед, сотрудник Государственного Эрмитажа.
- Вторая жена — Галина Михайловна Наринская (1936—2023), инженер.
  - Сын — Михаил Анатольевич Найман (1973 — 1 мая 2013), писатель[11]; умер от лимфомы.
  - Приёмная дочь — Анна Анатольевна Наринская[12], журналист, литературный критик.

## Современники об Анатолии Наймане
Анатолий Генрихович не только одарён <…> и хорош собой, но и обладает другими положительными качествами, помимо отрицательных, без которых не обойтись. <...> Некоторые боятся этого человека, и я знаком с ними. Найман — загадка для меня, и я не стесняюсь в этом признаться. — Марк Зайчик

Найман — интеллектуальный ковбой. Успевает нажать спусковой крючок раньше любого оппонента. Его трассирующие шутки — ядовиты. — Сергей Довлатов

В его отношении к стихам есть что-то суровое и сдержанно-целомудренное. — Анна Ахматова

### Стихи
- Стихотворения / Послесл. И. Бродского. — Тенафлай: Эрмитаж, 1989. — 96 с.
- Облака (три двуязычных выпуска). Edizioni d’Arte Gibralfaro. Verona, 1992.
- Облака в конце века. — Тенафлай: Эрмитаж, 1993. — 104 с.
- Ритм руки. — М.: Вагриус, 2000. — 128 с.
- Львы и гимнасты. — М.: Три квадрата, 2002. — 128 с. 1200 экз. ISBN 5-94607-010-X
- Софья. — М.: ОГИ, 2002. — 24 с.
- Экстерриториальность. — М.: Новое издательство, 2006. — 96 с. — 1000 экз. ISBN 5-98379-057-9 (Новая серия)
- Незваные и избранные: Сб. стихотворений / Портр. работы Павла Крючкова. — М.: Книжный клуб 36,6, 2012. — 495 с. — 1000 экз. ISBN 978-5-98697-254-1
- Подношение Гале. — М.: РИПОЛ классик, 2015. — 119 с.: ил. — (Новая классика = Novum classic. Poetry). ISBN 978-5-386-08368-7
- Выход: Стихотворения, написанные в 2018—2020 гг. — М.: ОГИ, 2020. — 111 с. — (ОГИ (поэзия)). — 500 экз. ISBN 978-5-94282-890-5

### Проза
- «Б. Б. и др.» // Новый мир, № 10 (870) — 1997[13]
- Рассказы о Анне Ахматовой[14]. — М.: Художественная литература, 1989
  - Рассказы о Анне Ахматовой. — М.: Вагриус, 1999
  - Рассказы о Анне Ахматовой. — М.: Эксмо, 2002
- Статуя командира и другие рассказы. — Overseas Publications. London, 1992
- «Поэзия и неправда»
- Славный конец бесславных поколений. — М.: Вагриус, 1998, 1999
- Любовный интерес (вместе с романом «Неприятный человек». — М.: Вагриус, 2000
- «Неприятный человек»
- «Все и каждый»
- «Каблуков»
- «О статуях и людях»
- Сэр: роман. — М.: Эксмо, 2001
- «Оксфорд, ЦПКиО»
- «Убить -^--^--^-'а»
- «Процесс еды и беседы» (в соавторстве с Галиной Наринской)
- Поэзия и неправда: роман. — М.: АСТ: Зебра Е, 2008. — 160 с. — 3000 экз. (Знаки времени) На обложке: Впервые новая редакция романа
- Сэр: роман. — М.: АСТ: Зебра Е, 2008. — 256 с. — 2000 экз. (Знаки времени)
- Б.Б. и др.: роман. — М.: АСТ: Зебра Е, 2008. — 320 с. — 2000 экз. (Личный архив)
- Рассказы о Анне Ахматовой. — М.: Азбука, 2016. — 384 с. — 3000 экз. ISBN 978-5-389-11857-7
- Рассказы о. — М.: АСТ, 2017[15]

### Переводы
- Джакомо Леопарди. Лирика / Пер. А. Г. Наймана совм. с Анной Ахматовой. — М.: Художественная литература, 1967; 1989.
- Песни трубадуров / Сост., пер. со старопровансальского, коммент. А. Г. Наймана; отв. ред. М. Л. Гаспаров. — М.: Наука, 1979. — 260 с. — 30 000 экз.
- Стихи на пальмовых листьях: Классическая тамильская лирика / Сост., подстроч. пер., предисл. и коммент. А. М. Дубянского; Пер. А. Наймана. — М.: Наука, 1979. — 94 с.
- Фламенка / Изд. подгот. А. Г. Найман (перевод, статья, примечания); отв. ред. Г. В. Степанов. — М.: Наука, 1984. — 320 с. — (Литературные памятники). — 100 000 экз.
- Флуар и Бланшефлор / Пер. А. Г. Наймана; сост., предисл. и коммент. А. Д. Михайлова; отв. ред. Г. В. Степанов. — М.: Наука, 1985. — 176 с. — 40 000 экз.
- Роман о Лисе / Пер. со старофранц., сост. А. Г. Наймана; предисл. и коммент. А. Д. Михайлова; отв. ред. Г. В. Степанов. — М.: Наука, 1987. — 160 с. — 50 000 экз.
- Роман о семи мудрецах / Пер. со старофранц. А. Г. Наймана. — М.: Наука, 1989. — 206 с. — ISBN 5-02-016954-4.
- Книга Маркизы Константина Сомова: Куртуазность, прециозность, галантность: Сб. поэзии и прозы / Ил. Константина Сомова; Пересост., пер. и послеслов. Анатолия Наймана. — М.: Полдень в Москве, 1996. — 324 с. — (Всемирная литературная коллекция).